# Resi Reiner

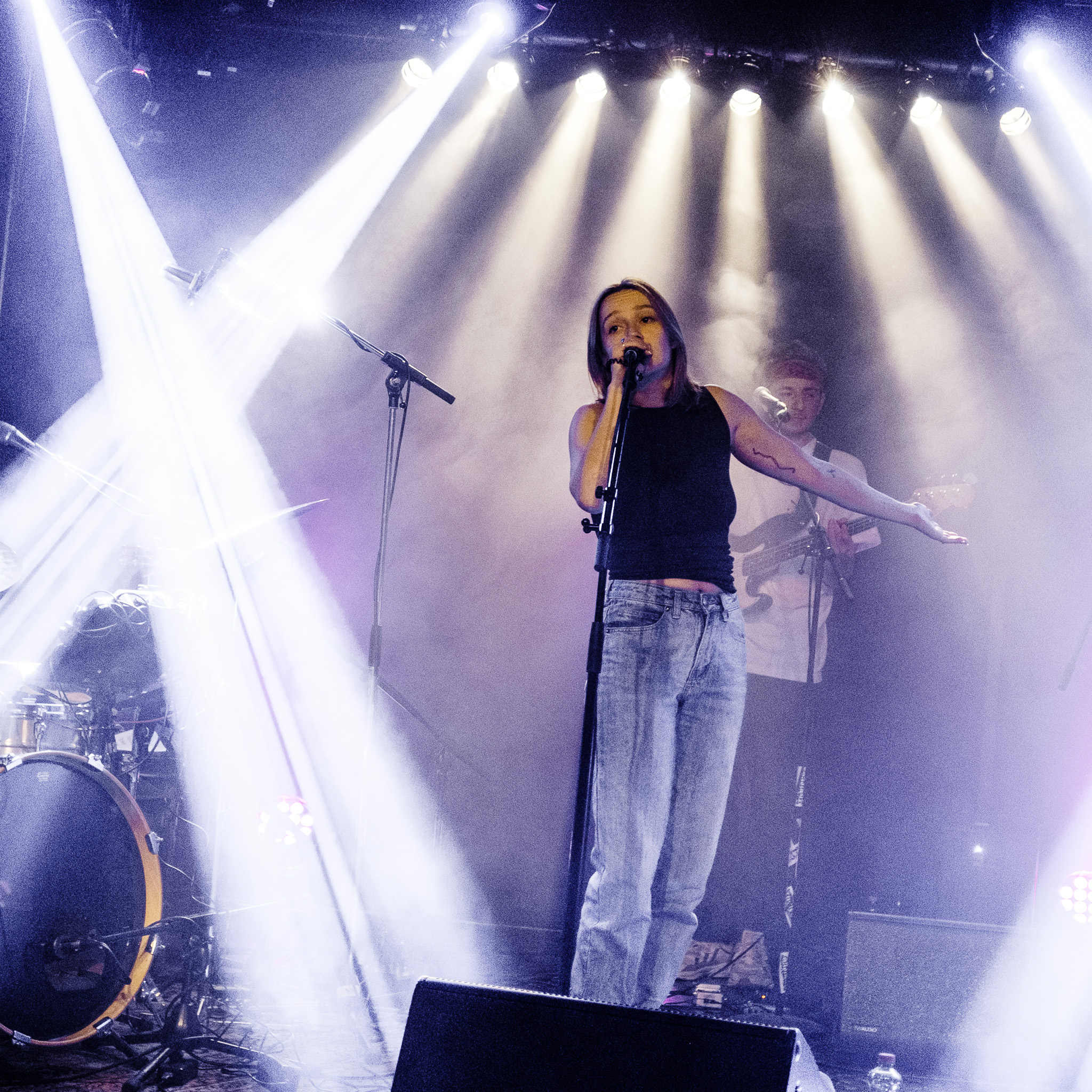
Resi Reiner auf der Bühne während eines Konzerts im OKH Vöcklabruck 2024

Theresia „Resi“ Reiner (* 2. Juni 1996 in Graz) ist eine österreichische Schauspielerin und Sängerin, die im Jahre 2006 als Kinderdarstellerin ihre Karriere begonnen hat.

## Leben und Karriere
Resi Reiner wurde am 2. Juni 1996 als Tochter eines Engländers in Graz geboren, wo sie auch aufwuchs, und hatte nur wenig Schauspielerfahrung, als sie von ihrer Mutter zu einem Casting für die Haupt- und Titelrolle der Karo in Karo und der Liebe Gott angemeldet wurde. Nachdem sie die Rolle erhalten hatte, verbrachte sie für die Dreharbeiten einige Wochen in Wien; der Film feierte am 2. November 2006 seine Premiere. Danach wurde es wieder weitgehend ruhig um die junge Nachwuchsschauspielerin, die zwischen 2004 und 2011 am Theater am Ortweinplatz ausgebildet wurde und dort auch auftrat. Im Jahre 2011 war sie im Kurzfilm Erdbeerland des Grazer Filmemachers Florian Pochlatko zu sehen. 2016 nahm sie an einem Casting-Workshop bei Nicole Schmied von Casting Schmied, einem seit 2005 selbstständigen Casting Director, teil und hatte noch im selben Jahr einen nur wenige Sekunden dauernden Kurzauftritt im Musikvideo zu Lemos Single Himmel über Wien. Einen neuerlichen Karriereaufschwung erlebte sie im Jahre 2020, als sie die Rolle der Marita Schwarz im dritten Teil der Fernsehfilmreihe Dennstein & Schwarz, Dennstein & Schwarz – Rufmord, der im Sommer und Herbst 2019 vorrangig in der Steiermark gedreht wurde, übernahm. Heute (Stand: 2020) lebt Reiner in Wien.
Ab 2021 veröffentlichte sie deutschsprachige Lieder, deren Musikgenre sie „Indieschlager“ nennt. FM4 spielte die Musik und ernannte Reiner im April 2023 zum Soundpark Act des Monats. Sie ist ein Fan von Vicky Leandros.

## Filmografie (Auswahl)
- 2006: Karo und der Liebe Gott
- 2011: Erdbeerland (Kurzfilm)
- 2016: Himmel über Wien von Lemo (Musikvideo)
- 2020: Dennstein & Schwarz – Rufmord
- 2022: SOKO Donau/SOKO Wien – Falsche Signale (Fernsehserie)
- 2022: Corsage

## Diskografie
Singles (Auswahl)
- 2021: Ich will nach Italien
- 2021: Tischtennis
- 2022: Naja, geht so (Platz 95 der FM4 Jahrescharts 2022)[4]
- 2023: Bialetti
- 2023: Volare (featuring RAHEL)

EPs
- 2022: echsestieren

Alben
- 2023: Weißt du was ich mein?! (Label: Krokant)